# 마이크로소프트 파워토이
마이크로소프트 파워토이(Microsoft PowerToys)는 마이크로소프트에서 개발한 프리웨어 시스템 유틸리티 세트이다. 마이크로소프트 윈도우 운영 체제에서 사용할 수 있으며 파워 유저를 위해 설계되었다. 이러한 프로그램은 생산성을 최대화하거나 사용자 지정을 추가하기 위해 기능을 추가하거나 변경한다. 파워토이는 윈도우 95, 윈도우 XP, 윈도우 10, 윈도우 11에서 사용할 수 있다. 윈도우 10 및 윈도우 11용 파워토이는 MIT 허가서에 따라 라이선스가 부여되고 깃허브에서 호스팅되는 자유-오픈 소스 소프트웨어이다.

## 윈도우 95용 파워토이
윈도우 95용 파워토이는 마이크로소프트 파워토이의 첫 번째 버전이었고 파워 유저를 위한 15가지 도구를 포함했다. 여기에는 윈도우에서 표시하지 않는 설정을 조정하기 위한 시스템 유틸리티인 TweakUI가 포함되었다. TweakUI로 윈도우 레지스트리를 직접 수정해야만 액세스할 수 있는 UI 설정을 조정할 수 있다.

### 포함된 구성 요소
다음과 같은 윈도우 95용 파워토이를 사용할 수 있다.
- CabView는 캐비닛 파일을 일반 폴더처럼 열 수 있다.
- CDAutoPlay는 오디오 CD가 아닌 다른 CD에서도 자동 실행을 가능하게 한다.
- Command Prompt Here는 윈도우 탐색기의 모든 폴더에서 마우스 오른쪽 단추를 클릭하여 명령 프롬프트를 시작할 수 있게 한다. (윈도우 비스타 이상에서는 기본 기능)
- Contents Menu는 폴더를 열지 않고도 컨텍스트 메뉴에서 폴더와 파일에 액세스할 수 있게 한다.
- Desktop Menu는 작업 표시줄의 메뉴에서 바탕 화면의 항목을 열 수 있게 한다.
- Explore From Here는 폴더가 루트 수준 폴더 역할을 하도록 모든 폴더에서 윈도우 탐색기 보기를 열 수 있게 한다.
- FindX는 찾기 (나중에 검색이라고 함) 메뉴에 드래그 앤 드롭 기능을 추가한다.
- FlexiCD는 작업 표시줄에서 오디오 CD를 재생할 수 있다.
- Quick Res는 화면 해상도를 빠르게 변경할 수 있다.
- Round Clock은 사각형 창이 없는 아날로그 원형 시계를 추가한다.
- Send To X는 클립보드, 바탕 화면, 명령 줄 또는 아무 폴더와 같이 자주 액세스하는 여러 위치를 탐색기의 보내기 컨텍스트 메뉴에 추가하는 셸 확장으로 구성된다.
- Shortcut Target Menu는 컨텍스트 메뉴에서 바로 가기가 가리키는 대상 파일에 액세스하거나 대상을 직접 잘라내거나 복사, 삭제하거나 대상에 대한 바로 가기를 만들거나 속성을 볼 수 있다.
- Telephony Location Selector는 모바일 컴퓨터 사용자가 작업 표시줄에서 전화 걸기 위치를 변경할 수 있다.
- TweakUI는 운영 체제 UI의 표시되지 않는 설정을 사용자 지정할 수 있다.
- Xmouse 1.2는 창을 활성화하기 위해 창을 클릭할 필요 없이 창 포커스가 마우스를 따르도록 한다.

윈도우 95용 파워토이는 윈도우 셸 개발 팀에 의해 개발되었다. 일부 도구는 윈도우 XP까지의 이후 버전의 윈도우에서도 작동하지만 다른 도구는 윈도우 98, ME 및 윈도우 XP의 새로운 기본으로 제공되는 기능을 방해할 수 있다.

### 윈도우 95 커널 토이
윈도우 95 파워토이 이후, 윈도우 커널 개발 팀은 윈도우 95 커널 토이(Windows 95 Kernel Toys)라는 파워 유저를 위한 또 다른 도구 세트를 출시했다.
이 패키지에는 6가지 도구가 포함되어 있다.
- MS-DOS Mode Configuration Wizard Customization Tool은 사용자가 CONFIG.SYS 또는 AUTOEXEC.BAT를 수동으로 편집하지 않고도 윈도우 시작 파일을 구성할 수 있다.
- Keyboard Remap은 키보드의 키에 기능을 재할당할 수 있다.
- Logo Key Control은 게임이 실행되는 동안 윈도우가 윈도우 로고 키를 무시하도록 MS-DOS 게임을 구성한다.
- Conventional Memory Tracker는 가상 장치 드라이버가 할당하는 메모리 양을 추적하고 분석한다.
- Windows Process Watcher (WinTop)는 개별 프로그램이 사용하는 CPU 리소스의 양을 모니터링한다.
- Time Zone Editor는 날짜 및 시간 제어판 애플릿에 대한 시간대 항목을 만들고 편집할 수 있다.

레이몬드 첸에 따르면 그는 윈도우 NT 리소스 키트에서 가져온 Time Zone Editor를 제외한 모든 커널토이를 작성했다.

## 윈도우 XP용 파워토이
윈도우 XP용 파워토이는 파워토이 세트의 두 번째 버전으로 윈도우 95 버전부터 큰 변화를 가져왔다. 이 세트의 도구는 단일 패키지가 아닌 별도로 다운로드하여 사용할 수 있다.

### 포함된 구성 요소
2009년 11월 기준, 다음과 같은 윈도우 XP용 파워토이를 사용할 수 있다.
- Alt-Tab Replacement Task Switcher는 단순한 Alt-Tab 전환기를 라이브 창 미리 보기를 보여주는 보다 시각적인 전환기로 대체한다.
- CD Slide Show Generator는 CD에 구운 사진에서 슬라이드 쇼를 생성한다.
- ClearType Tuner는 화면에서 글자를 더 쉽게 읽을 수 있도록 클리어타입 설정을 사용자 지정할 수 있다.
- Color Control Panel Applet은 색 프로필 관리, 장치의 색 프로필 연결 변경, 색역의 3D 렌더링을 포함하여 색 프로필의 세부 속성을 볼 수 있다.
- HTML Slide Show Wizard는 HTML 슬라이드 쇼 프레젠테이션을 생성한다.
- Image Resizer는 윈도우 탐색기 내에서 여러 이미지 파일을 마우스 오른쪽 버튼으로 클릭하여 일괄적으로 크기를 조정할 수 있게 한다.
- Open Command Window Here는 윈도우 탐색기의 모든 폴더에서 마우스 오른쪽 버튼을 클릭하여 명령 프롬프트를 시작할 수 있게 한다.

PowerToys Power Calculator

- PowerToys Power CalculatorPower Calculator는 내장된 윈도우 계산기보다 더 진보된 그래픽 계산기 응용 프로그램이다. 더 복잡한 식으로 값을 구하고, 데카르트 또는 극 함수의 그래프를 그리거나, 측정 단위를 변환할 수 있다. Power Calculator는 미리 정의된 어떠한 항수의 함수를 저장하고 재사용할 수 있다. 예를 들어, 함수는 cube(x) = x * x * x로 설정할 수 있고 나중에 5 + cube(4)와 같은 식으로 사용할 수 있다.[11] 연산자를 입력할 때마다 값을 구하지는 않는다. 대신 계산을 위해 전체 식을 입력해야 한다. 숫자 모드에서는 시각적 키패드를 표시하며, 다른 모든 모드에서는 식을 입력해야 한다. 스크롤되는 텍스트 영역에는 모든 계산 기록이 유지된다. 고급 보기에서는 모든 저장된 함수 목록과 함께 함수를 선언하고 그래프로 표시할 수 있다. 플라이아웃 창은 데카르트 좌표계 또는 극좌표를 선택할 수 있는 옵션을 제공한다. 식에 사용할 변수 목록을 저장할 수도 있다. 길이, 질량, 시간, 속도 및 온도 유형의 단위 변환이 지원된다. PowerToy Calc는 역폴란드 표기법 (RPN)을 사용한 계산 입력을 지원한다. 소수점 이하 500개까지 정밀도 수준을 계산할 수 있으며 복소수를 지원한다.[12]
- RAW Image Thumbnailer and Viewer는 윈도우 탐색기에서 RAW 이미지에 대한 썸네일, 미리보기, 인쇄 및 메타데이터 표시를 제공한다.
- SyncToy는 파일 및 폴더를 동기화 할 수 있다.
- Taskbar Magnifier는 화면의 확대된 부분을 작업 표시줄에 표시한다.
- Tweak UI는 윈도우 XP의 사용자 인터페이스와 고급 설정을 사용자 정의할 수 있다.
- Virtual Desktop Manager는 작업 표시줄에서 4개의 가상 데스크톱 간을 전환할 수 있다.
- Webcam Timershot은 웹캠에서 지정된 시간 간격으로 사진을 촬영할 수 있다.

### 단종된 구성 요소
다음 윈도우 XP용 파워토이는 단종되었다.
- Background Switcher는 디스플레이 속성에 슬라이드 쇼 탭을 추가하며 주기적으로 바탕 화면 배경 무늬를 자동으로 변경할 수 있다. Background Switcher는 폐기되었지만 마이크로소프트에서 대체품인 Wallpaper Changer를 사용할 수 있다.[13]
- Internet Explorer Find Bar는 사용자가 웹 페이지에서 키워드를 검색할 수 있도록 하는 도구 모음을 인터넷 익스플로러에 추가한다. 이 기능은 인터넷 익스플로러 8에서 기본적으로 지원된다.[14]
- ISO Image Burner는 ISO 이미지를 광학 디스크 레코더로 구울 수 있다. 이 기능은 윈도우 7에 통합되어 있다.[15] 또한 윈도우 서버 2003 리소스 키트에는 두 가지 유사한 도구 (CDBurn.exe 및 DVDBurn.exe)가 포함되어 있다.[16] 마이크로소프트는 이 파워토이를 폐기했지만 승인되지 않은 ISO Recorder Power Toy로 사용할 수 있다.
- Shell Audio Player는 작업 표시줄에서 음악을 재생할 수 있는 윈도우 미디어 플레이어 기반 소형 플레이어이다.
- Super-Fast User Switcher는 로그온 화면으로 전환하지 않고도 윈도우 키+Q 조합을 사용하여 빠른 사용자 전환 또는 다른 계정으로 로그온할 수 있게 한다.
- Virtual CD-ROM Control Panel은 ISO 이미지를 가상 드라이브로 탑재할 수 있다.[17] 윈도우 XP용으로 설계되었으나 윈도우 서버 2003에서도 동작했다.[18] 이것은 알코올 120%와 같은 소프트웨어에 대한 무료 대체품이었다.[19]

## 윈도우 10 및 윈도우 11용 파워토이
윈도우 10은 출시 4년 만에 파워토이가 출시되었다. 2019년 5월 8일 마이크로소프트는 파워토이를 재출시하여 깃허브에서 오픈 소스로 만들었다. FancyZones과 윈도우 키 바로 가기 가이드가 포함된 첫 번째 미리 보기 릴리스는 2019년 9월에 출시되었다.

### 포함된 구성 요소
윈도우 10용 파워토이는 다음 유틸리티와 함께 제공된다.
- 항상 위(Always On Top)는 키보드 단축키를 사용하여 다른 모든 창 위에 창을 빠르게 고정할 수 있는 기능을 추가한다.[23]
- 절전 모드 해제(PowerToys Awake)는 전원 및 절전 설정을 관리하지 않고도 컴퓨터를 깨어 있는 상태로 유지하는 기능을 추가한다.[24]
- Color Picker는 색상 식별 (HEX, RGB, CMYK, HSL과 HSV 등)을 위한 도구를 추가한다.[25]
- FancyZones는 사용자가 복잡한 창 레이아웃을 쉽게 만들고 사용할 수 있도록 하는 창 관리자를 추가한다.[26]
- 파일 탐색기 (미리 보기 창)(File Explorer (Preview Panes))은 파일 탐색기에서 SVG, 마크다운 및 PDF를 미리 보는 기능을 추가한다.[27]
- Image Resizer는 파일 탐색기의 컨텍스트 메뉴에 이미지 크기를 조정하는 메뉴를 추가한다.[28]
- Keyboard Manager는 키와 단축키를 다시 매핑하는 옵션을 추가한다.[29]
- 마우스 유틸리티(Mouse utilities)는 윈도우의 마우스 및 커서 기능을 향상시키는 도구를 추가한다. 현재 컬렉션은 커서 위치에 초점을 맞추는 내 마우스 찾기와 화면에서 마우스 클릭을 가리키는 마우스 형광펜으로 구성된다.[30]
- PowerRename은 사용자가 파일 탐색기에서 찾아 바꾸기 또는 정규식을 사용하여 파일 이름을 바꿀 수 있는 옵션을 추가한다.[31]
- PowerToys Run은 사용자가 폴더, 파일, 응용 프로그램 및 기타 항목을 검색할 수 있는 스포트라이트와 같은 도구를 추가한다.
- Shortcut Guide는 사용자가 현재 창에서 사용할 수 있는 윈도우 키 단축 키를 볼 수 있는 전체 화면 오버레이를 추가한다.[26][32]
- 화상 회의 음소거(Video Conference Mute)는 카메라와 마이크를 비활성화/활성화하는 도구를 추가한다.[33]

## 윈도우 비스타, 7, 8과의 호환성
파워토이는 윈도우 비스타를 지원하는 릴리스가 없었다. 다양한 윈도우 API에 동등한 호출을 하는 것은 여전히 가능했고, 서드파티 응용 프로그램들이 원래 기능과 동일하거나 하위 집합으로 구현할 수 있었다. 윈도우 7, 윈도우 8, 윈도우 8.1 모두 공식적인 지원을 받지 못했다. 파워토이는 윈도우 10용 오픈 소스 소프트웨어로 다시 출시되기 전까지 윈도우 비스타 개발에 소요된 시간을 감안하지 않고 12년 이상 업데이트되지 않았다.

## 다른 마이크로소프트 제품용 파워토이
마이크로소프트는 또한 윈도우 XP 태블릿 PC 에디션과 윈도우 XP 미디어 센터 에디션용 파워토이를 출시했다.
윈도우 미디어 플레이어용 파워토이는 윈도우 미디어 플레이어 보너스 팩 (윈도우 XP용)의 일부로 출시되었으며, "윈도우 미디어 플레이어에 다양한 기능을 제공하기 위한" 5가지 도구로 구성되어 있다.
마지막으로 마이크로소프트는 윈도우 모바일, 비주얼 스튜디오, 원노트용 파워토이도 출시했다.

## 같이 보기
- 리소스 키트